# Opération Apocalypse
Opération Apocalypse est le 3e roman de la série SAS, écrit par Gérard de Villiers et publié en 1965 dans la collection Espionnage de Plon (Presses de la Cité).
L'action du roman est censée se dérouler en juillet-août 1965, d'abord au Mexique (notamment Acapulco), puis aux États-Unis (spécialement San Diego).
Malko Linge recherche un Japonais nationaliste qui n'a pas admis la défaite de son pays à la fin de la Seconde Guerre mondiale, vingt ans auparavant. L'homme souhaite venger les bombardements atomiques sur Hiroshima et Nagasaki en contaminant une bonne partie des États-Unis avec une arme bactériologique.

## Personnages principaux
- Malko Linge : héros du roman, Autrichien, agent contractuel de la CIA.
- Yoshico Tacata : Japonais nationaliste.
- Luis Chico (dit Chamalo) : truand mexicain.
- Christina Ariman.
- Felipe Chano : policier mexicain honnête.

## Résumé

### Début du roman
Le récit commence, tout d'abord par un détournement d'avion entre Washington et Kingston, au cours duquel les pirates de l'air s'emparent d'une mallette très importante détenue par un militaire américain, le major Lance ; ensuite par une mystérieuse épidémie qui a décimé tout un village indien, Las Piedras ; enfin par le meurtre de Serge Lentz, un correspondant occasionnel de la CIA envoyé sur les lieux pour se renseigner sur les causes de cette épidémie. 
Peu après, alors qu'il vient de quitter les États-Unis pour se rendre dans son château de Liezen, Malko est « intercepté » en cours de voyage par un agent de la CIA qui lui indique qu'il doit se rendre immédiatement au Mexique pour une mission d'une importance capitale. En ronchonnant, Malko se déroute et se rend au Mexique.

### Aventures
Arrivé au Mexique, Malko rencontre le général Higgins. Celui-ci lui apprend qu'au cours du détournement d'avion par lequel a débuté le roman, six petits flacons contenant la plus puissante arme bactériologique au monde ont été volés par les pirates de l'air (la raison du détournement était de s'approprier ces flacons). Cette arme bactériologique s'appelle le CX-3 et a été créée par les États-Unis ; une goutte permet de tuer tous les habitants d'une grande ville, et la population des États-Unis est gravement menacée. En effet, on connaît le cerveau de l'« Opération Apocalypse » : il s'agit de Yoshico Tacata, un Japonais nationaliste qui n'a pas admis la défaite de son pays à la fin de la Seconde Guerre mondiale, vingt ans auparavant. Il souhaite ardemment venger Hiroshima et Nagasaki en contaminant une bonne partie des États-Unis avec l'agent pathogène. Malko commence son enquête au Mexique, à Acapulco. Il est efficacement secondé par Felipe Chano, un courageux commissaire de police mexicain. Malko apprend que Serge Lentz était accompagné par Luis Chico, appelé Chamalo, un truand local. Malko tente de retrouver Chamalo et rencontre à son hôtel Christina Ariman, une belle veuve qui semble jouer un jeu trouble. 
Alors qu'il vient de passer une partie de la soirée avec Christina, Malko manque d'être assassiné par un homme dont les doigts portaient des pointes enduites au curare. Malko poursuit son enquête et rencontre successivement José Bolanos, un autre truand local, et Eugenio, un jeune cireur de chaussures. Plus tard, José Bolanos est assassiné. Malko subit une seconde tentative d'assassinat dont il réchappe par miracle (des grenades prêtes à exploser cachées dans des fruits). Accompagné de Felipe Chano et d'Eugenio, Malko décide de se rendre dans une propriété de Christina Ariman, située à quelques dizaines de kilomètres de Las Piedras. Là, ils sont « accueillis » par Yoshico Tacata et ses hommes de main : Chalamo et les frères Mayo. Fait prisonnier, Malko découvre que Christina, présente au repaire, aide Tacata. Eugenio, en tentant de s'échapper, se jette dans une piscine ; celle-ci contenant de l'acide pur, il meurt dans d'atroces souffrances. Christina refuse fermement que Malko subisse le même sort. Tacata décide alors d'emprisonner Malko et Felipe dans un grand enclos entouré de barres de fer, contenant des rats auxquels Tacata a inoculé la peste bubonique : les deux hommes mourront tout de même dans d'atroces souffrances ! Tacata annonce aussi à Malko qu'il va très prochainement engager son action aux États-Unis, très précisément le 6 août 1965, le jour de l'anniversaire des vingt ans du bombardement atomique sur Hiroshima. La même nuit, Christina remet à Malko une lime, ce qui permet aux deux prisonniers de s'échapper. Ils volent la voiture de Serge Lentz située non loin de là et se rendent à la ville la plus proche, Guadalajara. 
Malko contacte le général Higgins en lui demandant d'anéantir le laboratoire du Japonais. Higgins décide de larguer une micro-bombe atomique sur la zone. Malko, qui a pris place à bord de l'avion pour indiquer la situation exacte des lieux au pilote, a la tristesse de voir l'automobile de Christina sur les lieux. Le laboratoire et ses occupants, dont Christina Ariman et Chamalo, sont pulvérisés. Néanmoins, Tacata et les frères Mayo ont eu le temps de partir au petit matin. Malko se met donc à leur poursuite. Malko, accompagné de Felipe et du major Clarke (un militaire attaché au consulat de Guadalajara), retrouve Tacata et les frères Mayo, qui les font prisonniers. Malko tente une évasion alors que le groupe traverse la frontière américano-mexicaine ; Felipe Chano est tué dans l'évasion, tandis que les bandits s'échappent en direction de San Diego. 

### Dénouement et fin du roman
Quelques heures après, des dizaines de personnes meurent après avoir bu de l'eau de la ville : Tacata est parvenu à empoisonner l'eau des réservoirs ! Samuel Brown, le gouverneur de Californie, met en garde ses concitoyens. Une chasse à l'homme s'organise, mais on ne trouve pas Tacata. On apprend que 8 793 personnes sont mortes entre 11 h et 12 h 30…
En fin de compte, Malko découvre où se cachaient Tacata et les frères Mayo ; les trois délinquants sont tués ; les six petits flacons de CX-3 sont récupérés par Malko et placés en lieu sûr. Le lendemain, après un repos bien mérité, Malko apprend que les actes de Tacata ont causé la mort d'environ 30 000 personnes. Malko se rend ensuite aux obsèques de son ami Felipe Chano, auxquelles il assiste avec une grande tristesse.

## Autour du roman
- Le récit souffre de certaines invraisemblances (arme bactériologique d'une importance capitale transportée par un seul militaire dans un avion civil ; utilisation de l'arme nucléaire dans un pays ami sans prévenir quiconque).
- Malko est attristé dans le dernier chapitre de la mort Felipe Chano et de celle de Christina, laquelle avait pourtant tenté de le faire tuer à deux reprises et avait apporté son aide logistique à Tacata, mais n'est en aucun cas touché par la mort atroce du jeune cireur de chaussures Eugenio, totalement innocent.
- Le tourisme sexuel des riches Américains est évoqué dans le roman [2].
- Le gouverneur de Californie est censé être « Samuel Brown » [3], or en réalité, en 1965, le gouverneur s'appelait Pat Brown.
- Dans cet épisode, le troisième de la série, Malko est encore explicitement présenté comme célibataire (Alexandra n'est pas du tout mentionnée) et est censé avoir 40 ans[4].
- Après la publication de ce roman, Malko aura encore à combattre des Asiatiques : 
  - Rendez-vous à San Francisco (SAS no 5), où un réseau chinois influence les opinions politiques des Américains par la diffusion d'images subliminales ;
  - Cyclone à l'ONU (SAS no 19 - 1970), où Malko doit combattre un Japonais chargé d'orienter, par le chantage, la corruption ou la violence, les votes de délégués lors d'un vote crucial à l'Assemblée générale des Nations unies.
- Après la publication de ce roman, Malko aura encore à combattre une tentative d'attentat chimique :
  - Opération Lucifer (1996)